# Ciuyah (Cisarua)
Ciuyah is een bestuurslaag in het regentschap Sumedang van de provincie West-Java, Indonesië. Ciuyah telt 2629 inwoners (volkstelling 2010).